# AFC Cup 2018
De AFC Cup 2018 was de vijftiende editie van de AFC Cup, een jaarlijks voetbaltoernooi voor clubs uit Azië. Het toernooi werd georganiseerd door de Asian Football Confederation (AFC).
Het Irakese Al-Quwa Al-Jawiya won het toernooi voor de derde maal op rij door in de finale het Turkmeense Altyn Asyr FK te verslaan.

## Schema
De opzet van de competitie was als volgt (C: Centraal-Aziatische zone; S: Zuid-Aziatische zone; E: Oost-Aziatische zone; W: West-Aziatische zone; A: ASEAN zone).
| Fase             | Ronde                            | Loting          | 1e wedstrijd                                                         | 2e wedstrijd                                                         |
| ---------------- | -------------------------------- | --------------- | -------------------------------------------------------------------- | -------------------------------------------------------------------- |
| Kwalificatiefase | Voorronde                        | Geen loting     | 23 januari 2018 (C, S)                                               | 30 januari 2018 (C, S)                                               |
| Play-off fase    | Play-off ronde                   | Geen loting     | 22 januari 2018 (W), 29 januari 2018 (A), 13 februari 2018 (C, S, E) | 29 januari 2018 (W), 2 februari 2018 (A), 20 februari 2018 (C, S, E) |
| Groepsfase       | Speeldag 1                       | 6 december 2017 | 10 & 12–14 februari 2018 (W, A), 7 maart & 5 april 2018 (C, S, E)    | 10 & 12–14 februari 2018 (W, A), 7 maart & 5 april 2018 (C, S, E)    |
| Groepsfase       | Speeldag 2                       | 6 december 2017 | 26–28 februari 2018 (W, A), 13–14 maart 2018 (C, S, E)               | 26–28 februari 2018 (W, A), 13–14 maart 2018 (C, S, E)               |
| Groepsfase       | Speeldag 3                       | 6 december 2017 | 5–7 maart & 16 april 2018 (W, A), 10–11 april 2018 (C, S, E)         | 5–7 maart & 16 april 2018 (W, A), 10–11 april 2018 (C, S, E)         |
| Groepsfase       | Speeldag 4                       | 6 december 2017 | 12–14 maart & 17 april 2018 (W, A), 25 april 2018 (C, S, E)          | 12–14 maart & 17 april 2018 (W, A), 25 april 2018 (C, S, E)          |
| Groepsfase       | Speeldag 5                       | 6 december 2017 | 9–11 april 2018 (W, A), 1–2 mei 2018 (C, S, E)                       | 9–11 april 2018 (W, A), 1–2 mei 2018 (C, S, E)                       |
| Groepsfase       | Speeldag 6                       | 6 december 2017 | 23–25 april 2018 (W, A), 16 mei 2018 (C, S, E)                       | 23–25 april 2018 (W, A), 16 mei 2018 (C, S, E)                       |
| Knock-out fase   | Regionale halve finales          | 6 december 2017 | 7–9 mei 2018 (W, A)                                                  | 14–16 mei 2018 (W, A)                                                |
| Knock-out fase   | Regionale finales                | 23 mei 2018     | 1 augustus 2018 (A), 18 september 2018 (W)                           | 8 augustus 2018 (A), 2 oktober 2018 (W)                              |
| Knock-out fase   | Halve finale Inter-zone play-off | 23 mei 2018     | 21–22 augustus 2018                                                  | 28–29 augustus 2018                                                  |
| Knock-out fase   | Finale Inter-zone play-off       | 23 mei 2018     | 19 september 2018                                                    | 3 oktober 2018                                                       |
| Knock-out fase   | Finale                           | 23 mei 2018     | 27 oktober 2018                                                      | 27 oktober 2018                                                      |

## Kwalificatie

### Voorronde
| Team 1           | Tot.          | Team 2        | 1e wedstr.    | 2e wedstr.    |
| Centraal-Azië    | Centraal-Azië | Centraal-Azië | Centraal-Azië | Centraal-Azië |
| ---------------- | ------------- | ------------- | ------------- | ------------- |
| Dordoi           | 3 – 5         | Ahal          | 1 – 3         | 2 – 2         |
| Zuid-Azië        |               |               |               |               |
| Transport United | 0 – 3         | Bengaluru     | 0 – 0         | 0 – 3         |
| Saif             | 1 – 4         | TC Sports     | 0 – 1         | 1 – 3         |

### Play-off ronde
De vijf winnaars plaatsten zich voor de groepsfase.
| Team 1            | Tot.      | Team 2     | 1e wedstr. | 2e wedstr. |
| West-Azië         | West-Azië | West-Azië  | West-Azië  | West-Azië  |
| ----------------- | --------- | ---------- | ---------- | ---------- |
| Hilal Al-Quds     | 1 – 2     | Al-Suwaiq  | 0 – 1      | 1 – 1      |
| Centraal-Azië     |           |            |            |            |
| Ahal              | 3 – 0     | Khujand    | 1 – 0      | 2 – 0      |
| Zuid-Azië         |           |            |            |            |
| TC Sports         | 2 – 8     | Bengaluru  | 2 – 3      | 0 – 5      |
| ASEAN             |           |            |            |            |
| Boeung Ket Angkor | 4 – 3     | Lao Toyota | 3 – 3      | 1 – 0      |
| Oost-Azië         |           |            |            |            |
| Erchim            | 0 – 7     | Hwaebul    | 0 – 4      | 0 – 3      |

## Groepsfase
De loting voor de groepsfase vond plaats op 6 december 2017, 14:00 uur (UTC+8), in het AFC House in Kuala Lumpur, Maleisië. 36 teams werden onderverdeeld in 9 groepen, elke groep bestond uit 4 teams.

### Groep A
| Ploeg             | WG | W | G | V | DV | DT | DS   | Pnt | Kwalificatie |
| ----------------- | -- | - | - | - | -- | -- | ---- | --- | ------------ |
| Al-Jazeera        | 6  | 4 | 2 | 0 | 13 | 6  | 7    | 14  | Regionale HF |
| Al-Quwa Al-Jawiya | 6  | 3 | 3 | 0 | 11 | 7  | 4    | 12  | Regionale HF |
| Malkiya           | 6  | 2 | 3 | 1 | 11 | 10 | 1    | 9   |              |
| Al-Suwaiq         | 6  | 0 | 0 | 6 | 4  | 16 | – 12 | 0   |              |

### Groep B
| Ploeg     | WG | W | G | V | DV | DT | DS | Pnt | Kwalificatie |
| --------- | -- | - | - | - | -- | -- | -- | --- | ------------ |
| Al Ahed   | 6  | 3 | 3 | 0 | 11 | 5  | 6  | 12  | Regionale HF |
| Al Zawraa | 6  | 2 | 4 | 0 | 8  | 5  | 3  | 10  |              |
| Al-Jaish  | 6  | 1 | 4 | 1 | 4  | 6  | –2 | 7   |              |
| Manama    | 6  | 0 | 1 | 5 | 3  | 10 | –7 | 1   |              |

### Groep C
| Ploeg      | WG | W | G | V | DV | DT | DS | Pnt | Kwalificatie |
| ---------- | -- | - | - | - | -- | -- | -- | --- | ------------ |
| Al-Faisaly | 6  | 4 | 1 | 1 | 10 | 5  | 5  | 13  | Regionale HF |
| Dhofar     | 6  | 2 | 2 | 2 | 4  | 5  | –1 | 8   |              |
| Al-Ansar   | 6  | 2 | 1 | 3 | 6  | 7  | –1 | 7   |              |
| Al-Wahda   | 6  | 1 | 2 | 3 | 5  | 8  | –3 | 5   |              |

### Groep D
| Ploeg         | WG | W | G | V | DV | DT | DS  | Pnt | Kwalificatie                    |
| ------------- | -- | - | - | - | -- | -- | --- | --- | ------------------------------- |
| Altyn Asyr FK | 6  | 4 | 2 | 0 | 17 | 7  | 10  | 14  | Interzone play-off halve finale |
| Istiklol      | 6  | 4 | 1 | 1 | 10 | 7  | 3   | 13  |                                 |
| Ahal FK       | 6  | 2 | 1 | 3 | 8  | 5  | 3   | 7   |                                 |
| FK Alaj Oš    | 6  | 0 | 0 | 6 | 7  | 23 | –16 | 0   |                                 |

### Groep E
| Ploeg                 | WG | W | G | V | DV | DT | DS  | Pnt | Kwalificatie                    |
| --------------------- | -- | - | - | - | -- | -- | --- | --- | ------------------------------- |
| Bengaluru             | 6  | 5 | 0 | 1 | 14 | 3  | 11  | 15  | Interzone play-off halve finale |
| New Radiant           | 6  | 4 | 0 | 2 | 12 | 5  | 7   | 12  |                                 |
| Abahani Limited Dhaka | 6  | 1 | 1 | 4 | 5  | 12 | –7  | 4   |                                 |
| Aizawl                | 6  | 1 | 1 | 4 | 5  | 16 | –11 | 4   |                                 |

### Groep F
| Ploeg            | WG | W | G | V | DV | DT | DS  | Pnt | Kwalificatie |
| ---------------- | -- | - | - | - | -- | -- | --- | --- | ------------ |
| Home United      | 6  | 4 | 1 | 1 | 15 | 6  | 9   | 13  | Regionale HF |
| Ceres–Negros     | 6  | 4 | 1 | 1 | 17 | 3  | 14  | 13  | Regionale HF |
| Boeung Ket Ankor | 6  | 2 | 0 | 4 | 8  | 24 | –16 | 6   |              |
| Shan United      | 6  | 1 | 0 | 5 | 5  | 12 | –7  | 3   |              |

### Groep G
| Ploeg         | WG | W | G | V | DV | DT | DS | Pnt | Kwalificatie |
| ------------- | -- | - | - | - | -- | -- | -- | --- | ------------ |
| Yangon United | 6  | 4 | 1 | 1 | 15 | 9  | 6  | 13  | Regionale HF |
| Global Cebu   | 6  | 2 | 2 | 2 | 9  | 10 | –1 | 8   |              |
| FLC Thanh Hóa | 6  | 1 | 3 | 2 | 9  | 11 | –2 | 6   |              |
| Bali United   | 6  | 1 | 2 | 3 | 8  | 11 | –3 | 5   |              |

### Groep H
| Ploeg              | WG | W | G | V | DV | DT | DS | Pnt | Kwalificatie |
| ------------------ | -- | - | - | - | -- | -- | -- | --- | ------------ |
| Persija Jakarta    | 6  | 4 | 1 | 1 | 13 | 6  | 7  | 13  | Regionale HF |
| Sông Lam Nghệ An   | 6  | 3 | 1 | 2 | 8  | 5  | 3  | 10  |              |
| Johor Darul Ta'zim | 6  | 3 | 1 | 2 | 8  | 9  | –1 | 10  |              |
| Tampines Rovers    | 6  | 0 | 1 | 5 | 5  | 14 | –9 | 1   |              |

### Groep I
| Ploeg            | WG | W | G | V | DV | DT | DS  | Pnt | Kwalificatie                    |
| ---------------- | -- | - | - | - | -- | -- | --- | --- | ------------------------------- |
| April 25         | 6  | 6 | 0 | 0 | 23 | 2  | 21  | 18  | Interzone play-off halve finale |
| Benfica de Macau | 6  | 4 | 0 | 2 | 13 | 15 | –2  | 12  |                                 |
| Hwaebul          | 6  | 2 | 0 | 4 | 9  | 10 | –1  | 6   |                                 |
| Hang Yuen        | 6  | 0 | 0 | 6 | 6  | 24 | –18 | 0   |                                 |

## Eindfase

### Regionale halve finales
| Team 1            | Tot.      | Team 2          | 1e wedstr. | 2e wedstr. |
| West-Azië         | West-Azië | West-Azië       | West-Azië  | West-Azië  |
| ----------------- | --------- | --------------- | ---------- | ---------- |
| Al-Jazeera        | 2 – 1     | Al-Faisaly      | 1 – 1      | 1 – 0      |
| Al-Quwa Al-Jawiya | 5 – 3     | Al Ahed         | 3 – 1      | 2 – 2      |
| ASEAN             |           |                 |            |            |
| Home United       | 6 – 3     | Persija Jakarta | 3 – 2      | 3 – 1      |
| Ceres–Negros      | 6 – 5     | Yangon United   | 4 – 2      | 2 – 3      |

### Regionale finales
De winnaar van de West-Aziatische zone plaatste zich direct voor de finale, terwijl de winnaar van de ASEAN zone zich plaatste voor de Interzone play-offs halve finale.
| Team 1       | Tot.      | Team 2            | 1e wedstr. | 2e wedstr. |
| West-Azië    | West-Azië | West-Azië         | West-Azië  | West-Azië  |
| ------------ | --------- | ----------------- | ---------- | ---------- |
| Al-Jazeera   | 1 – 4     | Al-Quwa Al-Jawiya | 0 – 1      | 1 – 3      |
| ASEAN        |           |                   |            |            |
| Ceres–Negros | 1 – 3     | Home United       | 1 – 1      | 0 – 2      |

### Halve finales Interzone play-offs
| Team 1       | Tot.   | Team 2        | 1e wedstr. | 2e wedstr. |
| ------------ | ------ | ------------- | ---------- | ---------- |
| Home United  | 1 – 11 | April 25      | 0 – 2      | 1 – 9      |
| Bengaluru FC | 2 – 5  | Altyn Asyr FK | 2 – 3      | 0 – 2      |

### Finale Interzone play-offs
In de Interzone play-off finale speelden de twee winnaars van de Interzone play-off halve finales. De winnaar van dit duel plaatste zich voor de finale.
| Team 1   | Tot.      | Team 2        | 1e wedstr. | 2e wedstr. |
| -------- | --------- | ------------- | ---------- | ---------- |
| April 25 | 3 – 3 (u) | Altyn Asyr FK | 2 – 2      | 1 – 1      |

### Finale
|                             |                      |         |               |                                                                                             |
| 27 oktober 2018 19:00 UTC+3 | Al-Quwa Al-Jawiya    | 2 – 0   | Altyn Asyr FK | Basra Sports City, Basra Toeschouwers: 24.665 Scheidsrechter: Abdulrahman Al-Jassim (Qatar) |
| 27 oktober 2018 19:00 UTC+3 | Ahmad 22' Bayesh 57' | Verslag |               | Basra Sports City, Basra Toeschouwers: 24.665 Scheidsrechter: Abdulrahman Al-Jassim (Qatar) |